# 人类学家列表
此處提出各國知名人类学家列表，分為亞洲、歐美兩大部分。亞洲的華人部份以姓名筆劃簡繁為序，日本人部份以姓氏五十音順排列。歐美部分以姓氏英文字母為序：

## 亞洲

### 中國大陸
- 蔡元培（1868年－1940年）
- 吴定良（1894年－1969年）
- 黄现璠（1899年－1982年）
- 吴文藻（1901年－1985年）
- 杨成志（1902年－1991年）
- 林耀华（1910年－2000年）
- 费孝通（1910年－2005年）
- 田汝康（1916年－2006年）
- 梁钊韬（1916年－1987年
- 董悌忱（1931年－1966年）
- 陈庆德（1953年－）

### 台灣
- 李亦園（1931年-2017年）
- 李濟
- 陳其南
- 黃應貴（1947年-2022年）
- 黃樹民（1945年-）
- 胡台麗（1950年-2022年）

### 日本
- 大貫惠美子（Emiko Ohnuki-Tierney）
- 笠原政治（KASAHARA Masaharu）
- 鳥居龍藏（TORII Ryūzō，とりい りゅうぞう，1870年－1953年）
- 馬淵東一（MABUCHI Tōichi，まぶち とういち，1909年－1988年）
- 山路勝彦（YAMAZI Katsuhiko，やまじ かつひこ）（日文維基）

## 歐美

### A
- 朱利奥·安焦尼（Giulio Angioni，1939年）意大利
- 艾德溫·阿登納（Edwin Ardener，1927年-1987年）英國
- 塔拉勒·阿薩德（Talal Asad，1952年- ）美國
- 斯科特·阿特蘭（Scott Atran，1952年- ）美國、法國

### B
- 弗雷德里克·巴特（Thomas Fredrik Weybye Barth，1928年- ）挪威、美國
- 格雷戈里·貝特森（Gregory Bateson，1904年-1980年）英國
- 露絲·潘乃德（Ruth Benedict，1887年-1948年）美國
- 路易斯·賓佛（Lewis Binford，1930年-2011年）美國
- 法蘭茲·鮑亞士（Franz Boas，1858年 - 1942年）德國、美國
- 皮耶·布迪厄（Pierre Bourdieu，1930年－2002年）法國

### CDE
- 拿破崙·夏儂（拿破崙·沙尼翁，Napoleon A. Chagnon，1938年- ）美國
- 詹姆斯·克里夫（James Clifford (historian), 1945年- ）美國 歷史學家
- 珍·可馬洛夫（Jean Comaroff, 1946年- ）南非、英國、美國
- 約翰·可馬洛夫（John L. Comaroff, 1945年- ）南非、英國、美國
- 瑪麗·道格拉斯（Mary Douglas，1921年-2007年）英國
- 路易·杜蒙（Louis Dumont, 1911年-1998年）法國
- 艾德華·伊凡-普理查（Edward Evans-Pritchard，1902年-1973年）英國
- 孔邁隆(Myron L.Cohen)美國

### FGHIJK
- 詹姆斯·乔治·弗雷泽（James George Frazer，1854年-1941年 ）英國
- 克利福德·格爾茨（卡里弗·葛茲，Clifford Geertz，1926年-2006年）美國
- 威廉·瓊斯（William Jones）美國
- 亞當·庫帕（Adam Kuper，1941年-）英國

### LMNO
- 艾德蒙·李區（Edmund Leach，1910年-1989年）英國
- 克勞德·李維史陀（Claude Lévi-Strauss，1908年-2009年）法國
- （Bronislaw Malinowski，1884年-1942年）波蘭、英國
- 馬瑟·牟斯（Marcel Mauss）法國
- 瑪格麗特·米德（Margaret Mead，1901年-1978年）美國
- 悉德尼·敏茲（又譯文思理，Sidney Mintz，1922年- ）美國
- 路易斯·亨利·摩爾根（Lewis Henri Morgan，1818年-1881年）美國

### PQRS
- 阿弗列·芮克里夫-布朗（Afred Radcliff-Brown，1881年-1955年）英國
- 米雪·羅薩多（Michelle Rosalto，1944年-1981年）美國
- 雷納多·羅薩多（Renato Rosalto，1941年- ）美國
- 馬歇爾·薩林斯（Marshall David Sahlins，1930年- ）美國
- 愛德華·薩丕爾（Edward Sapir，1884年-1939年）美國
- 大衛·施耐德（David Schneider，1918年-1995年）美國
- 朱利安·史都華（Julian Steward，1902年-1972年）美國
- 瑪麗蓮·史翠山（Marilyn Strathern，1941年-）英國

### TUVWXYZ
- 维克多·特纳（Victor Turner，1920年-1983年）英國
- 爱德华·伯内特·泰勒（E. B. Tylor，1832年-1917年）英國
- 安奈特·芭芭拉·維娜（Annette Barbara Weiner，1933年-1997年）美國
- 班傑明·霍夫（Benjamin Whorf，1897年-1941年）美國
- 戈登·藍道夫·威利（Gordon Randolf Willey，1913年-2002年）美國
- 艾瑞克·沃爾夫（Eric R. Wolf，1923年-1999年）美國